# Prosopocera madagascariensis
Prosopocera madagascariensis là một loài bọ cánh cứng trong họ Cerambycidae.